# 北海道道499号勇足本別停車場線
北海道道499号勇足本別停車場線（ほっかいどうどう499ごう ゆうたりほんべつていしゃじょうせん）は、北海道中川郡本別町を結ぶ一般道道である。

## 概要

### 路線データ
- 起点：北海道中川郡本別町西勇足（北海道道134号本別士幌線・北海道道660号居辺本別線交点）
- 終点：北海道中川郡本別町北3丁目（道の駅ステラ★ほんべつ、旧北海道ちほく高原鉄道 本別駅跡）
- 総距離：11.6 km

## 歴史
- 1965年（昭和40年）3月26日 - 路線認定[1]。

## 地理

### 通過する自治体
- 十勝総合振興局
  - 中川郡本別町

### 主な接続道路
本別町
- 北海道道134号本別士幌線 - 西勇足（起点）
- 北海道道660号居辺本別線 - 西勇足（起点）
- 北海道道770号美里別本別停車場線 - 弥生町、北3丁目（重複）
- 国道242号 - 北3丁目
- 北海道道658号本別本別停車場線 - 北3丁目（重複）

### 道の駅
本別町
- 道の駅ステラ★ほんべつ

### 沿線にある施設など
本別町
- 北海道本別高等学校 - 弥生町